# ملکه وون‌گیونگ
ملکه وون‌گیونگ (کره‌ای: 원경왕후 민씨؛ ۶ اوت ۱۳۶۵ – ۲۷ اوت ۱۴۲۰) نخستین همسر یی بانگ وون، پادشاه ته‌جونگ و مادر یی دو، پادشاه سجونگ است. او از سال ۱۴۰۱ تا ۱۴۱۸، ملکه همسر چوسان بود. سپس در سال ۱۴۱۸، پس از کناره‌گیری همسرش از سلطنت، از او با عنوان ملکه بیوه هودوک (کره‌ای: 후덕왕대비) تجلیل شد.